# 巴斯加一世
聖巴斯加一世（拉丁語：Sanctus Paschalis PP. I）天主教会第98任教宗，自817年1月25日－824年2月至5月在位。
817年，教宗斯德望四世死后，巴斯加一世被选为教宗。822年，巴斯加一世完成了圣普拉塞德教堂，教堂的后殿马赛克采用拜占庭风格制作，是这个时代最重要的罗马马赛克之一。他还以挖掘地下墓穴和转移大量烈士遗骸的工作而闻名。824年2月11日，巴斯加一世去世。

## 译名列表
- ：梵蒂冈广播电台作。
- ：香港天主教教區檔案　歷任教宗作。